# Drexel (Missouri)
Drexel è un comune degli Stati Uniti d'America, situato nello Stato del Missouri, diviso tra la contea di Cass e la contea di Bates.